# Challenger de León 2017

El torneo Torneo Internacional Challenger León 2017 fue un torneo profesional de tenis. Pertenece al ATP Challenger Series 2017. Se disputará su 15.ª edición sobre superficie dura, en León, México entre el 28 de marzo al el 2 de abril de 2017.

## Jugadores participantes del cuadro de individuales
| Favorito | País                               | Jugador             | Rank1 | Posición en el torneo |
| -------- | ---------------------------------- | ------------------- | ----- | --------------------- |
| 1        | Bandera de la República Dominicana | Víctor Estrella     | 91    | Cuartos de final      |
| 2        | Bandera de Estados Unidos          | Ernesto Escobedo    | 108   | Segunda ronda         |
| 3        | Bandera de Canadá                  | Vasek Pospisil      | 119   | Cuartos de final      |
| 4        | Bandera de Estados Unidos          | Stefan Kozlov       | 122   | Segunda ronda         |
| 5        | Bandera de Brasil                  | João Souza          | 123   | Segunda ronda         |
| 6        | Bandera de Estados Unidos          | Tennys Sandgren     | 161   | Segunda ronda         |
| 7        | Bandera de Rusia                   | Teimuraz Gabashvili | 164   | Cuartos de final      |
| 8        | Bandera de China Taipéi            | Jason Jung          | 170   | Primera ronda         |

- 1 Se ha tomado en cuenta el ranking del 20 de marzo de 2017.

### Otros participantes
Los siguientes jugadores recibieron una invitación (wild card), por lo tanto ingresan directamente al cuadro principal (WC):
- Santiago González
- Hans Hach Verdugo
- Tigre Hank
- Manuel Sánchez Montemayor

Los siguientes jugadores ingresan al cuadro principal tras disputar el cuadro clasificatorio (Q):
- Yannick Hanfmann
- Adrián Menéndez-Maceiras
- Danilo Petrović
- Roberto Quiroz

## Campeones

### Individual Masculino
- Adrián Menéndez-Maceiras derrotó en la final a  Roberto Quiroz, 6–4, 3–6, 6–3

### Dobles Masculino
- Leander Paes /  Adil Shamasdin derrotaron en la final a  Luca Margaroli /  Caio Zampieri, 6–1, 6–4